# Lismore (Band)
Lismore ist eine deutsche Folk-Band.

## Geschichte
Der Name der Band entstand in der Anfangszeit der Band, in der die Musik von deutschen, irischen und französischen Traditionals geprägt war. In der späteren Zeit traten eigene Instrumentalstücke und Vertonungen von Gedichten des französischen Dichters François Villon in den Vordergrund. 1986 gründeten Kerstin Schatz (Concertina, Flöten, Gesang), Stefan Hoffmann (Dudelsäcke und anderes Gebläse, Gesang) und Sven Puchelt (Gitarre, Gesang) die Gruppe Lismore. 1987 wurden sie von Matthias Federle (Gitarre, Mandoline) und 1988 von Rainer Himmele (Geige, Mandoline, Gitarre) begleitet. Im Herbst 1988 verließ Rainer die Band und wurde durch Bernd Funke (Gitarre, Bouzouki, Mandoline) und Dirk Niemeier (Bass, Geige) ersetzt.
Durch diesen Wechsel änderte sich die Musik von Lismore ganz erheblich. War diese in der Anfangszeit von deutschen, irischen und französischen Traditionals geprägt, traten nun eigene Instrumentalstücke und Vertonungen des französischen Dichters François Villon in den Vordergrund. Dabei „wildern die fünf Musiker unbekümmert in deutscher, keltischer und zentralfranzösischer Volksmusik und schaffen damit einen eigenen Stil, den Spielfreude und musikalische Abenteuerlust auszeichnen“ (Süddeutsche Zeitung). Seit 1995 spielt Lismore in der heutigen Besetzung mit Paul Reinig (Akkordeon, Gitarre, Mandoline, Percussion) und Florian Funk (Bass, Geige).

## Diskografie

### Alben
- 1991: urbi et orbi
- 1994: List Laster Leidenschaft
- 1998: ach so...